# Battleground
Battleground is een Amerikaanse zwart-witfilm uit 1949. Het is een oorlogsfilm die zich afspeelt tijdens het beleg van Bastenaken in 1944. De film is gemaakt naar een scenario van een van de deelnemers aan Amerikaanse kant, en de figurantenrollen worden gespeeld door leden van de 101e Luchtlandingsdivisie. De film won twee Oscars.
De film volgt een peloton infanteristen van het 327th Glider Infantry Regiment: deze worden overhaast in een vrachtwagen geladen als hun divisie de sleutelpositie Bastenaken gaat bezetten alvorens het Duitse offensief de stad bereikt. Daar aangekomen, zonder buitengewone uitrusting, nemen ze een positie buiten de stad in waar ze zich ingraven, de kou, de sneeuw, Duitse patrouilles en beschietingen verdurend. Na verloop van tijd breekt de zon door, eerst letterlijk (zodat ze luchtsteun en voorraden krijgen) en dan ook figuurlijk: ze worden ontzet.
De film is relatief eenvoudig gemaakt en richt zich vooral op de dagelijkse beslommeringen van de manschappen, en vooral de voortdurende onderlinge grappen, met als hele evenementen het maken van een omelet in een schuttersputje en het houden van een kerkdienst onder manschappen van zeer uiteenlopende geloven in een vuurpauze, etc.

## Rolverdeling
| Acteur            | Personage              |
| ----------------- | ---------------------- |
| Van Johnson       | Holley                 |
| John Hodiak       | Donald Jarvess         |
| Ricardo Montalbán | Johnny Roderigues      |
| George Murphy     | Ernest J. "Pop" Stazak |
| Marshall Thompson | Jim Layton             |
| Jerome Courtland  | Abner Spudler          |
| Don Taylor        | Standiferd             |
| Bruce Cowling     | Wolowicz               |
| James Whitmore    | Kinnie                 |
| Douglas Fowley    | "Kipp" Kippton         |
| Leon Ames         | kapelaan               |
| Herbert Anderson  | Hansan                 |
| Thomas E. Breen   | Doc                    |
| Denise Darcel     | Denise                 |
| Richard Jaeckel   | Bettis                 |
| James Arness      | Garby                  |
| Scotty Beckett    | William J. Hooper      |
| Brett King        | Teiss                  |
| Ian MacDonald     | legerkolonel           |
| Dick Jones        | Tanker                 |
| Dewey Martin      | G.I. Straggler         |
| George Chandler   | Mess Sergeant          |